# 문정초등학교
문정초등학교는 광주광역시 북구 문흥동에 있는 공립 초등학교이다.

## 학교 연혁
- 1997년 3월 1일 문정초등학교 개교
- 1997년 9월 1일 병설유치원 개원
- 1999년 10월 20일 강당 준공
- 2003년 3월 1일 학교숲, 녹색학교 지정
- 2003년 3월 1일 유아방 신설
- 2023년 12월 29일 제26회 졸업식 (졸업생 48명, 총3,121명)
- 2024년 3월 1일 제13대 나화숙 교장 부임
- 2024년 3월 1일 14학급(특수 1학급 포함)

## 상징
- 교화 - 백목련 : 밝은 마음
- 교목 - 소나무 : 청렴, 인내
- 교색 - 청색 : 푸른 꿈

## 참고 자료
- 문정초등학교 - 한국교육학술정보원 학교알리미